# Joël Ayayi
Joël Ayayi (Bordeaux, 5 marzo 2000) è un cestista francese.

## Biografia
È il fratello dei cestisti Valériane e Gérald Ayayi.

## Statistiche

### College
| Anno      | Squadra          | PG | PT | MP   | TC%  | 3P%  | TL%  | RP  | AP  | PRP | SP  | PP   |
| --------- | ---------------- | -- | -- | ---- | ---- | ---- | ---- | --- | --- | --- | --- | ---- |
| 2018-2019 | Gonzaga Bulldogs | 23 | 0  | 5,6  | 53,1 | 27,3 | 28,6 | 1,4 | 0,5 | 0,3 | 0,0 | 1,7  |
| 2019-2020 | Gonzaga Bulldogs | 33 | 23 | 29,3 | 48,3 | 34,5 | 82,5 | 6,3 | 3,2 | 1,3 | 0,2 | 10,6 |
| 2020-2021 | Gonzaga Bulldogs | 32 | 31 | 31,3 | 57,5 | 38,9 | 78,1 | 6,9 | 2,7 | 1,1 | 0,2 | 12,0 |
| Carriera  | Carriera         | 88 | 54 | 23,8 | 52,9 | 36,0 | 77,6 | 5,2 | 2,3 | 0,9 | 0,2 | 8,8  |

### NBA

#### Regular Season
| Anno      | Squadra       | PG | PT | MP  | TC%  | 3P% | TL% | RP  | AP  | PRP | SP  | PP  |
| --------- | ------------- | -- | -- | --- | ---- | --- | --- | --- | --- | --- | --- | --- |
| 2021-2022 | Wash. Wizards | 7  | 0  | 2,9 | 16,7 | 0,0 | -   | 0,4 | 0,6 | 0,0 | 0,0 | 0,3 |
| Carriera  | Carriera      | 7  | 0  | 2,9 | 16,7 | 0,0 | -   | 0,4 | 0,6 | 0,0 | 0,0 | 0,3 |